# Српска православна црква Светог Николе у Крчедину
Српска православна црква Светог Николе у Крчедину, у општини Инђија, подигнута је крајем 18. века. Представља непокретно културно добро као споменик културе од великог значаја.

## Архитектура
Црква у Крчедину припада Епархији сремској]. Посвећена је Светом Николи, подигнута је као једнобродна грађевина са олтарском апсидом на источној и звоником на западној страни, са кровом на две воде. Фасаде су рашчлањене ниским соклом, пиластрима и профилисаним кровним венцем. 
Певнице су рад дрворезбара Марка Вујатовића из 1806. године, на којима стоје слике Теодора Витковића и Димитрија Лазаревића из 1810. године. Висока, вишеспратна олтарска преграда, украшена богатим дрворезбарским украсом, класицистички је рад Едуарда Владарша из 1843. године. Престоне иконе су фланкиране канелираним стубовима обавијеним венцима ружа са композитним капителима. Мотиви су биљни: храстово лишће, руже, гроздови и гранчице. Иконе на иконостасу сликао је Петар Камбер 1853. године.
Конзерваторско-рестаураторски радови на архитектури обављени су 1973. године, а радови у унутрашњости храма и на чишћењу резбарених делова иконостаса 1981. године.